# زنوغان
زنوغان، روستایی است از توابع بخش دیهوک و در شهرستان طبس استان خراسان جنوبی ایران.

## جمعیت
این روستا در دهستان کویر قرار داشته و بر اساس سرشماری سال ۱۳۸۵ جمعیت آن (۱۲۱خانوار) ۳۷۱نفر
بوده است.